# Race of the Century
Als Race of the Century (engl. für Rennen des Jahrhunderts) wird gemeinhin das Herren-Finale über 200 Meter Freistil bei den Olympischen Sommerspielen 2004 in Griechenlands Hauptstadt Athen bezeichnet. Es wurde im Abendprogramms des 16. August im größeren der beiden Außenbecken des Olympic Aquatic Centre ausgetragen. Die Vorläufe und Halbfinals fanden am Vortag statt.
Seinen besonderen Reiz für Zuschauer, Journalisten und Experten zog dieses Rennen aus der Zusammensetzung seines Starterfeldes. Mit Michael Phelps, Pieter van den Hoogenband, Ian Thorpe und Grant Hackett standen vier Schwimmer an den Startblöcken, die zu jenem Zeitpunkt jeweils mindestens eine olympische Goldmedaille gewonnen hatten. Zusammen hielten sie sieben Weltrekorde.
Der 21-jährige Australier Thorpe, gefeierter Dreifachsieger bei den vorherigen Olympischen Sommerspielen 2000 in seiner Heimatstadt Sydney, hatte den Weltrekord seit 1999 kontinuierlich verbessert und hielt mit 1:44,06 min seit den Weltmeisterschaften 2001 in Fukuoka den damals gültigen Bestwert. Michael Phelps galt als Ausnahmetalent, dessen Stern bei diesen Spielen endgültig aufgehen sollte. Er war bereits fünfmaliger Weltmeister und hatte sich zwei Tage vor dem Finale in Weltrekordzeit über 400 Meter Lagen seinen ersten Olympiasieg gesichert. Der Schwimmartikelhersteller Speedo hatte ihm zudem eine Prämie von einer Million US-Dollar in Aussicht gestellt, sollte er Mark Spitz’ Rekord von sieben Goldmedaillen bei einer einzigen Ausrichtung der Wettbewerbe egalisieren. Der Niederländer van den Hoogenband trat als Titelverteidiger an, denn er hatte Thorpe bei dessen Heimspiel vier Jahre zuvor den von den australischen Fans schon fest eingeplanten Sieg mit der neuen Weltrekord- und 2004 noch als olympischer Rekordzeit stehenden 1:45,35 min abgenommen. Thorpes Landsmann Hackett schließlich, der sich eigentlich eher auf die längeren Strecken spezialisiert hatte, reiste als Doppel-Olympiasieger und siebenmaliger Weltmeister nach Athen; zudem hielt er 1999 kurzzeitig ebenfalls den Weltrekord über 200 Meter Freistil.

## Rennverlauf
Hackett, Phelps, van den Hoogenband und Thorpe starteten alle nebeneinander auf den Bahnen 2 bis 5. Der Weltrekordhalter trug seinen charakteristischen dunkelblauen Ganzkörperanzug, mit dem er auch schon vier Jahre zuvor in Sydney aufgefallen war. Nach dem Start setzten sich die vier Favoriten binnen weniger Sekunden vom restlichen Feld ab, einzig Rick Say konnte auf den ersten 50 Metern etwas Anschluss halten. Nach diesem ersten Rennviertel wendete der Niederländer vor Thorpe als Erster; die Zwischenzeit lag 37 Hundertstel unter Weltrekordniveau. Auf der zweiten Bahn fiel Hackett zusehends zurück, der Titelverteidiger hingegen konnte seinen Vorsprung ausbauen und lag nun 1,03 Sekunden unter der Weltrekord-Zwischenzeit. Thorpe gelang es anschließend, an den Führenden heranzuschwimmen, und es entwickelte sich ein Zweikampf, der deutlich machte, dass Phelps nicht mehr in die Entscheidung um die Goldmedaille würde eingreifen können. Auch bei der dritten und somit letzten Wende lag van den Hoogenband vorn, wenn auch mittlerweile äußerst knapp. Auch sein Vorsprung auf die Weltrekordzeit war wieder auf 54 Hundertstel zusammengeschrumpft. Unmittelbar nach der Wende zog Thorpe – begünstigt durch einen kraftvollen Abstoß – an seinem Rivalen vorbei, baute den Vorsprung auf den letzten 50 Metern kontinuierlich aus und schlug letztlich mit einer halben Körperlänge Vorsprung in neuer olympischer Rekordzeit an. Auch Phelps schloss noch einmal auf van den Hoogenband, erreichte ihn aber nicht mehr.

## Ergebnislisten

### Vorlaufergebnisse
Es fanden insgesamt acht Vorläufe statt, deren einzelne Ergebnisse hier summiert aufgeführt sind. Grüne Hinterlegungen kennzeichnen die 16 zeitbesten Schwimmer, die in die beiden Halbfinals einzogen. Der ursprünglich achtplatzierte deutsche Starter Jens Schreiber verzichtete wegen körperlicher Probleme auf die Teilnahme am Halbfinale; für ihn rückte der Spanier Olaf Wildeboer nach.
| Platz | Athlet                    | Land                   | Zeit        |
| ----- | ------------------------- | ---------------------- | ----------- |
| 1     | Ian Thorpe                | Australien             | 1:47,22 min |
| 2     | Pieter van den Hoogenband | Niederlande            | 1:47,32 min |
| 3     | Emiliano Brembilla        | Italien                | 1:47,95 min |
| 4     | Klete Keller              | Vereinigte Staaten     | 1:47,97 min |
| 5     | Michael Phelps            | Vereinigte Staaten     | 1:48,43 min |
| 6     | Simon Burnett             | Großbritannien         | 1:48,68 min |
| 7     | Grant Hackett             | Australien             | 1:48,90 min |
| 8     | Jens Schreiber            | Deutschland            | 1:49,00 min |
| 9     | Květoslav Svoboda         | Tschechien             | 1:49,25 min |
| 10    | Rick Say                  | Kanada                 | 1:49,32 min |
| 11    | Dominik Meichtry          | Schweiz                | 1:49,45 min |
| 12    | George Bovell             | Trinidad und Tobago    | 1:49,48 min |
| 13    | Yoshihiro Okumura         | Japan                  | 1:49,54 min |
| 14    | Brent Hayden              | Kanada                 | 1:49,56 min |
| 15    | Andreas Zisimos           | Griechenland           | 1:49,60 min |
| 16    | Andrei Kapralow           | Russland               | 1:49,91 min |
| 17    | Olaf Wildeboer            | Spanien                | 1:50,01 min |
| 18    | Jacob Carstensen          | Dänemark               | 1:50,15 min |
| 19    | Stefan Herbst             | Deutschland            | 1:50,23 min |
| 20    | Rodrigo Castro            | Brasilien              | 1:50,27 min |
| 21    | Saulius Binevičius        | Litauen                | 1:50,50 min |
| 22    | Peter Mankoč              | Slowenien              | 1:50,72 min |
| 23    | Romāns Miloslavskis       | Lettland               | 1:50,83 min |
| 24    | Maxim Kusnezow            | Russland               | 1:50,93 min |
| 25    | Nicolas Rostoucher        | Frankreich             | 1:50,96 min |
| 26    | Dominik Koll              | Österreich             | 1:51,36 min |
| 27    | Dmytro Vereitinov         | Ukraine                | 1:51,38 min |
| 28    | Josh Ilika Brenner        | Mexiko                 | 1:51,66 min |
| 29    | Luís Monteiro             | Portugal               | 1:51,78 min |
| 30    | Łukasz Drzewiński         | Polen                  | 1:51,90 min |
| 31    | Michail Aleksandrow       | Bulgarien              | 1:52,12 min |
| 32    | Tamas Szucs               | Ungarn                 | 1:52,26 min |
| 33    | Kyu-Chul Han              | Südkorea               | 1:52,28 min |
| 34    | Damian Alleyne            | Barbados               | 1:52,89 min |
| 35    | Aleksandar Malenko        | Mazedonien             | 1:53,00 min |
| 35    | Mahrez Mebarek            | Algerien               | 1:53,00 min |
| 36    | Yahor Salabutau           | Belarus                | 1:53,03 min |
| 37    | Albert Subirats           | Venezuela              | 1:53,11 min |
| 38    | Giancarlo Zolezzi         | Chile                  | 1:53,18 min |
| 39    | Juan Martín Pereyra       | Argentinien            | 1:53,19 min |
| 39    | Shaune Fraser             | Cayman Islands         | 1:53,19 min |
| 40    | Miguel Molina             | Philippinen            | 1:53,81 min |
| 41    | Zhang Lin                 | China                  | 1:53,84 min |
| 42    | Alexandros Aresti         | Zypern                 | 1:53,90 min |
| 43    | Martín Kutscher           | Uruguay                | 1:53,91 min |
| 44    | Andrea Beccari            | Italien                | 1:54,00 min |
| 45    | Te Tung Chen              | Chinesisch Taipeh      | 1:54,14 min |
| 46    | Igor Erhartic             | Serbien und Montenegro | 1:54,21 min |
| 47    | Stepan Pinciuc            | Moldau                 | 1:54,56 min |
| 48    | Anouar Ben Naceur         | Tunesien               | 1:54,69 min |
| 49    | Mark Chay                 | Singapur               | 1:54,70 min |
| 50    | Aytekin Mindan            | Türkei                 | 1:55,65 min |
| 51    | Adil Bellaz               | Marokko                | 1:55,79 min |
| 52    | Mario Delac               | Kroatien               | 1:55,82 min |
| 53    | Vitaliy Khan              | Kasachstan             | 1:56,11 min |
| 54    | Diego Mularoni            | San Marino             | 1:56,18 min |
| 55    | Petr Vasilev              | Usbekistan             | 1:56,93 min |
| 56    | Surab Chomassuridse       | Georgien               | 1:58,02 min |
| 57    | Ruslan Ismailov           | Kirgisistan            | 2:01,53 min |

## Halbfinale
Grüne Hinterlegungen kennzeichnen die acht zeitbesten Athleten beider Halbfinals, die in das Finale einzogen.
| Platz | Athlet                    | Land               | Zeit        |
| ----- | ------------------------- | ------------------ | ----------- |
| 1     | Pieter van den Hoogenband | Niederlande        | 1:46,00 min |
| 2     | Klete Keller              | Vereinigte Staaten | 1:47,28 min |
| 3     | Simon Burnett             | Großbritannien     | 1:47,72 min |
| 4     | Květoslav Svoboda         | Tschechien         | 1:49,27 min |
| 5     | Yoshihiro Okumura         | Japan              | 1:49,49 min |
| 6     | Andreas Zisimos           | Griechenland       | 1:49,76 min |
| 7     | Dominik Meichtry          | Schweiz            | 1:50,02 min |
| 8     | Olaf Wildeboer            | Spanien            | 1:50,61 min |

| Platz | Athlet             | Land                | Zeit        |
| ----- | ------------------ | ------------------- | ----------- |
| 1     | Ian Thorpe         | Australien          | 1:46,65 min |
| 2     | Michael Phelps     | Vereinigte Staaten  | 1:47,08 min |
| 3     | Grant Hackett      | Australien          | 1:47,61 min |
| 4     | Emiliano Brembilla | Italien             | 1:47,93 min |
| 5     | Rick Say           | Kanada              | 1:48,16 min |
| 6     | George Bovell      | Trinidad und Tobago | 1:49,59 min |
| 7     | Brent Hayden       | Kanada              | 1:50,00 min |
| 8     | Andrei Kapralow    | Russland            | 1:51,35 min |

## Finale
| Platz | Bahn | Athlet                    | Land               | Zeit        |
| ----- | ---- | ------------------------- | ------------------ | ----------- |
| 1     | 5    | Ian Thorpe                | Australien         | 1:44,71 min |
| 2     | 4    | Pieter van den Hoogenband | Niederlande        | 1:45,23 min |
| 3     | 3    | Michael Phelps            | Vereinigte Staaten | 1:45,32 min |
| 4     | 6    | Klete Keller              | Vereinigte Staaten | 1:46,13 min |
| 5     | 2    | Grant Hackett             | Australien         | 1:46,56 min |
| 6     | 8    | Rick Say                  | Kanada             | 1:47,55 min |
| 7     | 7    | Simon Burnett             | Großbritannien     | 1:48,02 min |
| 8     | 1    | Emiliano Brembilla        | Italien            | 1:48,40 min |